# Masticophis lineolatus
Masticophis lineolatus är en ormart som beskrevs av Hensley 1950. Masticophis lineolatus ingår i släktet Masticophis och familjen snokar. Inga underarter finns listade i Catalogue of Life.
Masticophis lineolatus godkänns inte som art av The Reptile Database. Den infogas som synonym i Masticophis bilineatus. Den population som tidigare utgjorde Masticophis lineolatus hittas i södra Arizona (USA) och i angränsande områden av Mexiko.